# Campionati oceaniani di canoa slalom 2025
I Campionati oceaniani di canoa slalom 2025 sono stati la 10ª edizione della competizione continentale. Si sono svolti a Penrith, in Australia, dal 26 al 28 gennaio 2025. 

## Podi

### Uomini
| Evento      | Oro              | Punti  | Argento           | Punti  | Bronzo         | Punti  |
| Canoa C-1   | Adam Burgess     | 104.25 | Dmitrii Khramtsov | +0.70" | Tristan Carter | +0.84" |
| Kayak K-1   | Mathieu Biazizzo | 93.57  | Finn Butcher      | +2.55" | Lucien Delfour | +2.75" |
| Kayak Cross | Lucien Delfour   | 92.66  | Dimitri Marx      | +0.18" | Benjamin Pope  | +4.37" |

### Donne
| Evento      | Oro           | Punti  | Argento           | Punti  | Bronzo            | Punti  |
| Canoa C-1   | Evy Leibfarth | 114.91 | Jessica Fox       | +0.25" | Klaudia Zwolińska | +1.18" |
| Kayak K-1   | Jessica Fox   | 104.41 | Klaudia Zwolińska | +4.30" | Camille Prigent   | +5.06" |
| Kayak Cross | Jessica Fox   | 58.46  | Camille Prigent   | 59.31  | Ricarda Funk      | 60.58  |